# Salsa (style cubain)
 (mars 2020).
Si vous disposez d'ouvrages ou d'articles de référence ou si vous connaissez des sites web de qualité traitant du thème abordé ici, merci de compléter l'article en donnant les références utiles à sa vérifiabilité et en les liant à la section « Notes et références ».

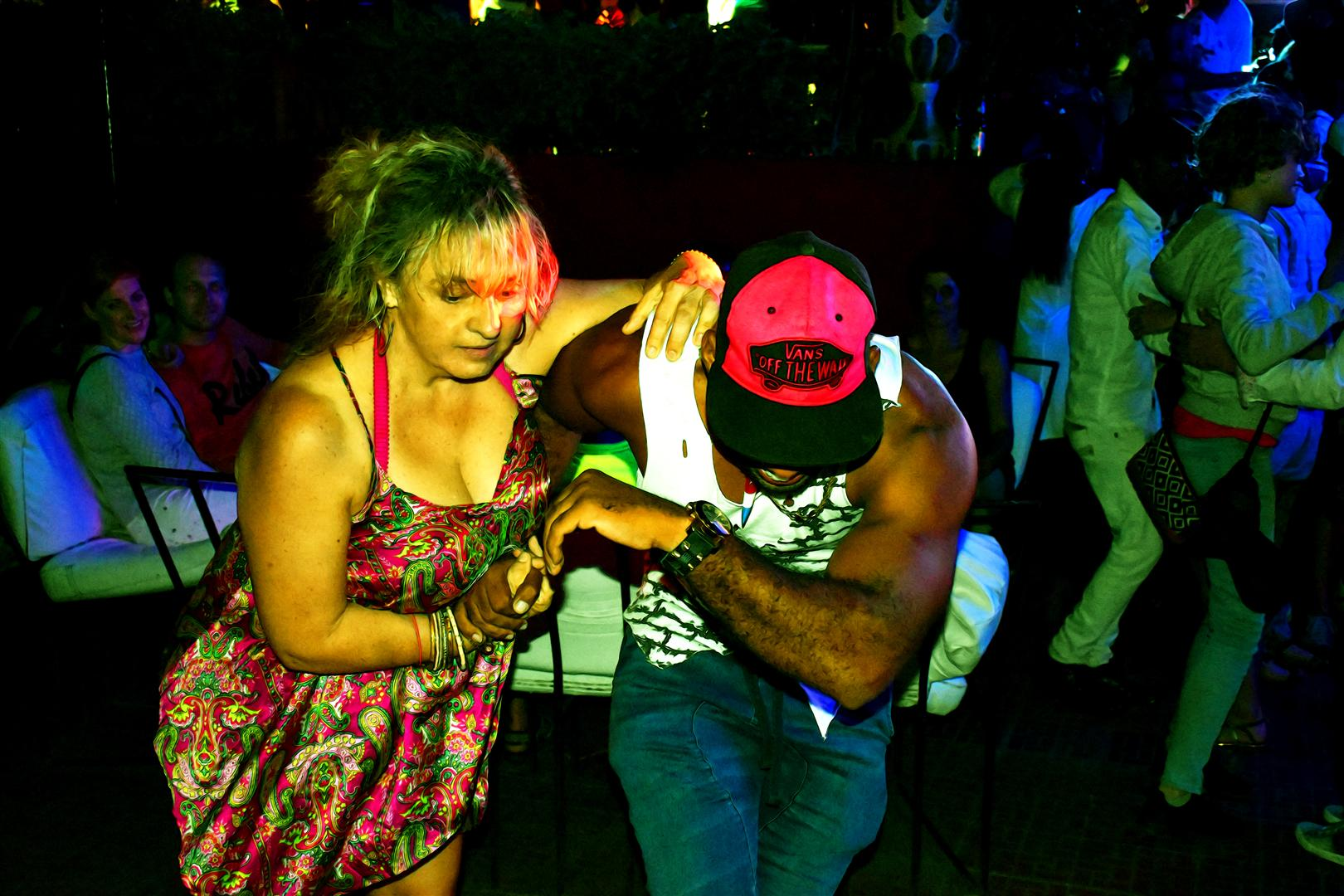
Danseurs avec un style cubain

La salsa de style cubain tient ses origines du Casino, popularisé par la rueda de casino dans les années 1960. Des pays comme les États-Unis, Porto Rico, le Venezuela, le Mexique, la Colombie et la République dominicaine ont aussi contribué au développement de la salsa, mais c'est à Cuba que furent développées ses bases. Le style cubain vient de la danse casino des années 1950, telle que pratiquée dans les chorégraphies du Tropicana, fameux club de La Havane (Cuba), et prend ses racines dans le son cubain : très afro, « appui dans le sol ». 

## Le tempo
La rueda de salsa cubaine (ou rueda de Casino) est une variante du style cubain (ou casino), qui consiste en des rondes (rueda) de couples où un meneur annonce les passes à venir. Tous les danseurs effectuent ces passes en même temps, de sorte que les danseurs changent fréquemment de partenaire.
Cela impose une codification précise des passes, synchronisées par une minutage précis sur le rythme de base de la clave, avec les pas 1-2-3 sur les trois notes (aussi appelée tresillo en espagnol) de la mesure « forte », et les pas 5-6-7 sur les deux notes de la mesure « faible ».
```
  faible     /       fort
1 & 2 & 3 & (4) & 5 & 6 & 7 & (8)
    X   X         X     X      X
```

## Passes principales
Les passes de base sont les suivantes :
- Mambo : c'est le pas de base en position fermée, les deux partenaires dansent comme décrit ici à droite:
- Arriba : Le garçon avance en suivant le cercle de la Rueda et la fille recule.
- Abajo : Le garçon recule en suivant le cercle de la Rueda et la fille avance.
- Vacilala : Le danseur fait le pas de base de la rumba et la fille fait le pas mambo en allant chercher plus sur le côté. La main gauche du danseur guide la fille en restant à hauteur de la taille.
- Dile que si : c'est le pas de base en position ouverte, les deux partenaires dansent en miroir, l'homme a le centre du cercle vers sa droite, la femme vers sa gauche.Pas de base "Mambo"

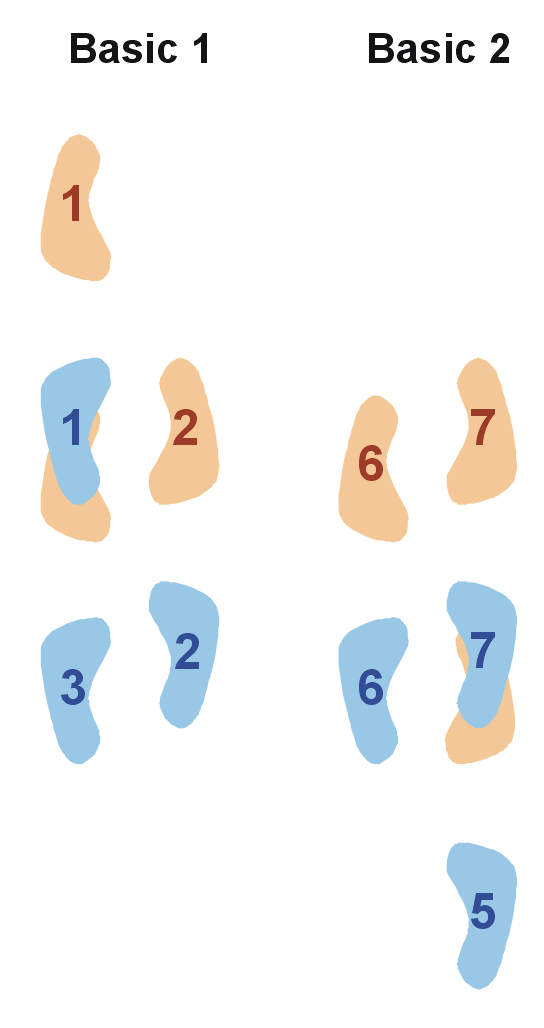
Pas de base "Mambo"

- Salsa : Pas de base avec rotation du corps, à chaque fois le pied part en arrière.
- Rumba, rumba croisé : Pas de base du danseur lors du sacala.
- Enchufla, enchufla doble : cette passe, exécutée sur 123 567, permet de passer de la position « ouverte » à la position « fermée ». Sur la dernière mesure du Enchufla, le garçon change de partenaire au 567 en passant par l'intérieur de la rueda (un Dame) .
- Dame, Dame dos : changement de partenaire avec déplacement sur le 567 et Dile que no sur la mesure suivante pour revenir en position Dile que si. Dame dos provoque un changement où le garçon ne prend pas la partenaire d'à côté mais celle d'après.
- Dile que no : cette passe, exécutée sur 123 567, permet de passer de la position fermée à la position ouverte. C'est par cette passe simple que se finissent la plupart des autres passes, plus complexes. Il existe une sorte de « dilequeno doble » appelé « coca-cola ».
- Sacala ou Exibela, Sacala doble (deux Sacala) : pas de base lors duquel la danseuse, face au centre de la rueda, exécute un tour à droite sur 567. Pour le guidage, le garçon doit lever le bras gauche (donc le droit de la fille en même temps) sur le temps 3 pour faire passer la fille en dessous.

## Passes derueda de casino
Les passes de rueda sont codifiées, par des noms ou par des numéros, dont voici une liste non exhaustive. :
- Sombrero

- 30 Trenta
- 31 Trenta y uno

- 60 Sesenta
- 61 Sesenta y uno
- 62 Sesenta y dos

- 70 Setenta
  - Setenta Complicada
  - 71 Setenta y Uno
  - 74 Setenta y Quatro
  - 75 Setenta y Cinco

- 80 Ochenta
  - 82 Ochenta y Dos
  - 84 Ochenta y Quatro

- Adios à la prima
- Adios à la hermana
- Adios à la familia

- Kentucky

À cela s'ajoutent des compléments, des sortes de pas supplémentaires qui viennent se greffer à ces pas pour les rendre un peu plus complexes:
- Sacala / Enchufla ...
- con Buya
- con Coca-Cola
- con Mambo
- con rumba
- con Mambo cubano
- con la Ultima de Cuba
- dobleple
- Loc(o/a)
- hasta la tuya
- al frente